# Armored Core (jeu vidéo)
 (septembre 2011).
Si vous disposez d'ouvrages ou d'articles de référence ou si vous connaissez des sites web de qualité traitant du thème abordé ici, merci de compléter l'article en donnant les références utiles à sa vérifiabilité et en les liant à la section « Notes et références ».
Armored Core (アーマード・コア) est un jeu vidéo de tir en vue à la troisième personne où l'on contrôle un mecha, un robot de combat. Il est développé par From Software et édité par Sony Computer Entertainment en 1997 sur PlayStation.

## Histoire
Dans un futur probablement éloigné, la grande majorité de la population terrestre est anéantie par un cataclysme connu sous le nom de « grande destruction ». Les conditions extrêmement difficiles résultant de cet anéantissement forcent les derniers survivants à vivre en sous-sol durant près de 50 ans, temps durant lequel de grands groupes industriels prennent le pouvoir. Deux de ces grandes corporations, Chrome et Murakumo Millennium, en constante lutte pour la suprématie, sont à l'origine de querelles au sein de la population. Mais ces affrontements sont autant d'opportunités pour les Ravens, des mercenaires agissants indépendamment de ces sociétés et traitant avec le plus offrant. Vous êtes le héros principal, incarnant l'un de ces pilotes d'armures mobiles (Armored Core).

### Vue d'ensemble
- Chrome - Basée à Issac City, c'est également l'un des plus grands groupes industriels du monde. Avec un quasi-monopole économique et leur contrôle quasi total sur la ville, peu se risque à une opposition frontale contre le groupe tant sa puissance est imposante. C'est l'un des partenaires privilégiés du cabinet pharmaceutique « Chemical Co.-Dyne ».

- Murakumo Millennium - Ce grand groupe basé à GAL City est particulièrement productif dans l'industrie d'armement et notamment des armures mobiles. Leur performance technique de haute facture en fait une rivale sérieuse à Chrome. C'est également l'une des quelques corporations à afficher clairement une opposition envers le plan de Chrome concernant la question d'un monopole industriel et commercial. C'est pour cette raison que de fréquentes altercations ont lieu aux abords d'Issac City.

- Guards - Les guards sont des organisations de sécurité au service de chaque société et chargées du maintien de l'ordre dans les régions soumises aux corporations. Bien que leur armement diffèrent quelque peu suivant la société mère qui les emploie, leur position est ambiguë face aux actes des groupes terroristes en lente formation.

#### Les lieux
- Issac City - La plus importante de toutes les villes souterraines. C'est l'un des pôles industriel, politique et commercial. le groupe Chrome s'y est établi.

- GAL City - Une autre grande ville souterraine et également grand centre économique et industriel. Le groupe Murakumo Millennium s'y est établi.

#### Les mercenaires
- Ravens' Nest -  Si on y met le prix, cette organisation es capable d'accepter n'importe quelle mission, légal ou non. Ravens' Nest n'est pas regardant sur le but de la mission ou son commanditaire et pour mener à bien une mission, tous les moyens sont bons.

- Ravens - Ce sont les mercenaires affiliés à l'organisation Ravens' Nest. Une fois accepté au sein de Ravens' Nest en tant que Raven, ils reçoivent leurs missions directement sur leur ordinateur personnel, avec lequel ils peuvent également acheter ou vendre des pièces de leur armure afin de la rendre la plus performante possible. Pour autant, l'affiliation à Ravens' Nest ne limite aucunement les activités des Ravens.

#### Les technologies
- MT/AC - Ayant migré en sous-sol, l'une des pressions populaires fortes fut d'améliorer l'efficacité et la performance des machines. Un rapide développement de la technologie robotique appelé technologie Muscle Tracer (MT) permis la mise en place de villes souterraines. Cette nouvelle technologie progressa rapidement jusqu'à ce qu'une percée fut réalisée avec la création d'une norme standard appelée « core concept ».

Basée sur la conception d'un châssis appelé « core » ou torse, d'autres pièces normées sont rapidement adaptées pour être rattaché au core. Avec la naissance d'une armure mobile standard adaptée à diverses variations de circonstances, les activités de MT alla au-delà des objectifs primaires. Naturellement, les premières applications furent développées dans des buts militaires. Comme les grands groupes industriels se disputaient la propriété de la technologie CMT (Cored MT) et renforçaient chacune leur armement, la population commença à se référer à ces armures lourdement armées et aux MTs modifiés comme Armored Cores (ACs).

### Système de jeu
Le jeu commence par un test afin de faire partie de l'organisation Ravens' Nest. Il s'agit simplement de détruire deux Muscle Traceurs (MTs), avant d'être soi-même détruit. Après avoir réussi ce test, le joueur reçoit des missions à accomplir de la part des différentes corporations, ainsi que d'autres groupes. Plus les missions sont difficiles, plus le gain est élevé. Et selon les missions choisies, l'histoire progresse différemment. Le joueur peut également lire ces mails de différents expéditeurs, et suivre son classement basée sur son taux de succès durant les missions.
L'un des aspects notable dans le jeu original Armored Core et ses deux extensions PS1 concerne les différentes parties de l'AC, en particulier les armes dont les puissances de feu sont les plus grandes de toute la série. Par exemple, l'original KARASAWA tire plus rapidement que la plupart des fusils AST et des fusils à impulsions des versions suivantes. Le FINGER possède 3 000 munitions et le Large Missile est disponible dans deux styles différents, l'une comme « regular missile » (disparu après Master of Arena), et l'autre la traditionnelle version « slow » (mais environ deux fois plus rapide que dans les versions suivantes comme ceux dans Last Raven). La version lente des missiles possédait 10 munitions contrairement à 4 actuellement et avait la plus longue portée des missiles premières génération.

#### Human Plus
Cette première version d'Armored Core met en avant le concept de « Human Plus », des humains modifiés génétiquement par Murakumo dans le but de les rendre plus efficaces. Pour débloquer cette habilité, le joueur doit perdre un certain nombre de missions jusqu'à avoir accumuler une dette non négligeable (- 50 000 crédits). Le nombre maximum d'améliorations oscille autour de neuf fois, et les compétences acquises s'étendent du radar quadrillé montrant des points de couleur pour les différentes altitudes (ne nécessitant pas une tête possèdent un radar intégré) à la capacité de tirer d'un canon d'épaule en mouvement. Les effets les plus étranges étant de pouvoir tirer des rafales de plasma de la lame laser en augmentant l'efficacité du générateur.
Réussir à devenir un « Human Plus » permet au joueur de revenir au début de l'histoire avec son unité Armored Core actuelle et l'inventaire complet des composants d'AC achetés lors de la partie précédente ainsi que l'une des compétences « Human Pus » mise à niveau.